# Takoma Park
Takoma Park és una població dels Estats Units a l'estat de Maryland. Segons el cens del 2000 tenia 17.299 habitants.

## Demografia
Segons el cens del 2000, Takoma Park tenia 17.299 habitants, 6.893 habitatges, i 3.949 famílies. La densitat de població era de 3.150,6 habitants per km².
Dels 6.893 habitatges en un 30,8% hi vivien nens de menys de 18 anys, en un 38,5% hi vivien parelles casades, en un 14,2% dones solteres, i en un 42,7% no eren unitats familiars. En el 32,2% dels habitatges hi vivien persones soles el 7,9% de les quals corresponia a persones de 65 anys o més que vivien soles. El nombre mitjà de persones vivint en cada habitatge era de 2,44 i el nombre mitjà de persones que vivien en cada família era de 3,13.
Per edats la població es repartia de la següent manera: un 23,6% tenia menys de 18 anys, un 8,8% entre 18 i 24, un 35,9% entre 25 i 44, un 23% de 45 a 60 i un 8,8% 65 anys o més.
L'edat mediana era de 36 anys. Per cada 100 dones de 18 o més anys hi havia 85,9 homes.
La renda mediana per habitatge era de 48.490$ i la renda mediana per família de 63.434$. Els homes tenien una renda mediana de 40.668$ mentre que les dones 35.073$. La renda per capita de la població era de 26.437$. Entorn del 8,4% de les famílies i el 10,3% de la població estaven per davall del llindar de pobresa.

## Poblacions més properes
El següent diagrama mostra les poblacions més properes.